# Halimocnemis glaberrima
Halimocnemis glaberrima är en amarantväxtart som beskrevs av Modest Mikhaĭlovich Iljin. Halimocnemis glaberrima ingår i släktet Halimocnemis och familjen amarantväxter. Inga underarter finns listade i Catalogue of Life.